# Grippe humaine
Une grippe humaine est une maladie respiratoire aiguë provoquée par un virus grippal infectant l'homme de manière endémique.

## Historique
La grippe serait apparue chez les oiseaux il y a environ 6000 ans, la grippe humaine serait née vers -2500 en Chine avec le développement de la domestication des oiseaux, notamment les canards qui constituent un réservoir important des gènes viraux. Dans la Grèce antique, les maladies dont les symptômes évoquent ceux de la grippe humaine sont désignées sous le terme de nosos, phtoros, ou loimos.
En 1933, Christopher Andrewes (en), Patrick Laidlaw et Wilson Smith du National Institute for Medical Research (en) ont été les premiers à isoler le virus de la grippe humaine appartenant à la famille des Orthomyxoviridae : à partir de prélèvements sur la gorge de Christopher Andrewes contaminé par la grippe, ils réussissent à infecter le furet, animal sensible à ce virus et le seul alors capable de maintenir en culture le virus. En 1935, Wilson Smith montre que le virus peut se cultiver dans les œufs de poule embryonés, une technique déjà mise en œuvre depuis 1932 avec d'autres virus par Alice Miles Woodruff et Ernest William Goodpasture de l'Université Vanderbilt, ce qui ouvre la voie au vaccin. Joseph Stokes de l'Université de Pennsylvanie commence les premiers essais de vaccins entre 1936 et 1938.
Dans les années 1940, les chercheurs découvrent que le virus influenza dont la surface est constituée d'une variété d'hémagglutinines et de neuraminidases est très hétérogène. Les progrès de la biologie moléculaire permettent d'étudier son génome viral, composé de 8 segments (7 pour l'Influenza C), qui est l'objet de dérive génétique et de cassures antigéniques le plus souvent dus à des réassortiments entre souches humaines et animales.